# Othresypna subolivacea
Othresypna subolivacea är en fjärilsart som beskrevs av Walker 1861. Othresypna subolivacea ingår i släktet Othresypna och familjen nattflyn. Inga underarter finns listade i Catalogue of Life.